# Conor Doyle
Conor Joseph Doyle (McKinney, 13 oktober 1991) is een Iers-Amerikaans voetballer die bij voorkeur als aanvaller speelt. Hij verruilde in december 2013 Derby County voor DC United, dat hem daarvoor al een half jaar huurde.

## Clubcarrière
Op 6 augustus 2010 tekende Doyle bij het Engelse Derby County. Op 10 augustus 2010 maakte hij tegen Crewe Alexandra in de League Cup zijn debuut voor Derby. Zijn eerste competitiewedstrijd speelde hij op 14 augustus 2010 tegen Cardiff City. In de eerstvolgende wedstrijd ontving hij een basisplaats tegen Coventry City. In zijn eerste seizoen bij Derby County speelde hij veertien wedstrijden, waarvan vijf als basisspeler. 
In zijn tweede seizoen bij Derby werd hij steeds vaker als verdedigende middenvelder gebruikt, een positie die hij niet gewend was. Hij speelde in zijn tweede seizoen slechts zes wedstrijden, waarvan één als basisspeler. Ook in zijn derde seizoen kreeg hij weinig speeltijd. Hij speelde drie competitiewedstrijden voordat hij in juli van 2013 uitgeleend werd aan het Amerikaanse DC United. Hij maakte zijn debuut op 27 juli 2013 tegen de New England Revolution. Zijn tweede wedstrijd met DC United, op 3 augustus, was tegen Montreal Impact. Hij maakte in die wedstrijd zijn eerste doelpunt. DC United won de wedstrijd uiteindelijk met 3-1. Aan het einde van het seizoen nam DC United hem definitief over van Derby County. 